# Son Altesse Sérénissime
Pour les articles homonymes, voir Altesse, Sérénissime et SAS.
 (octobre 2016).
Si vous disposez d'ouvrages ou d'articles de référence ou si vous connaissez des sites web de qualité traitant du thème abordé ici, merci de compléter l'article en donnant les références utiles à sa vérifiabilité et en les liant à la section « Notes et références ».

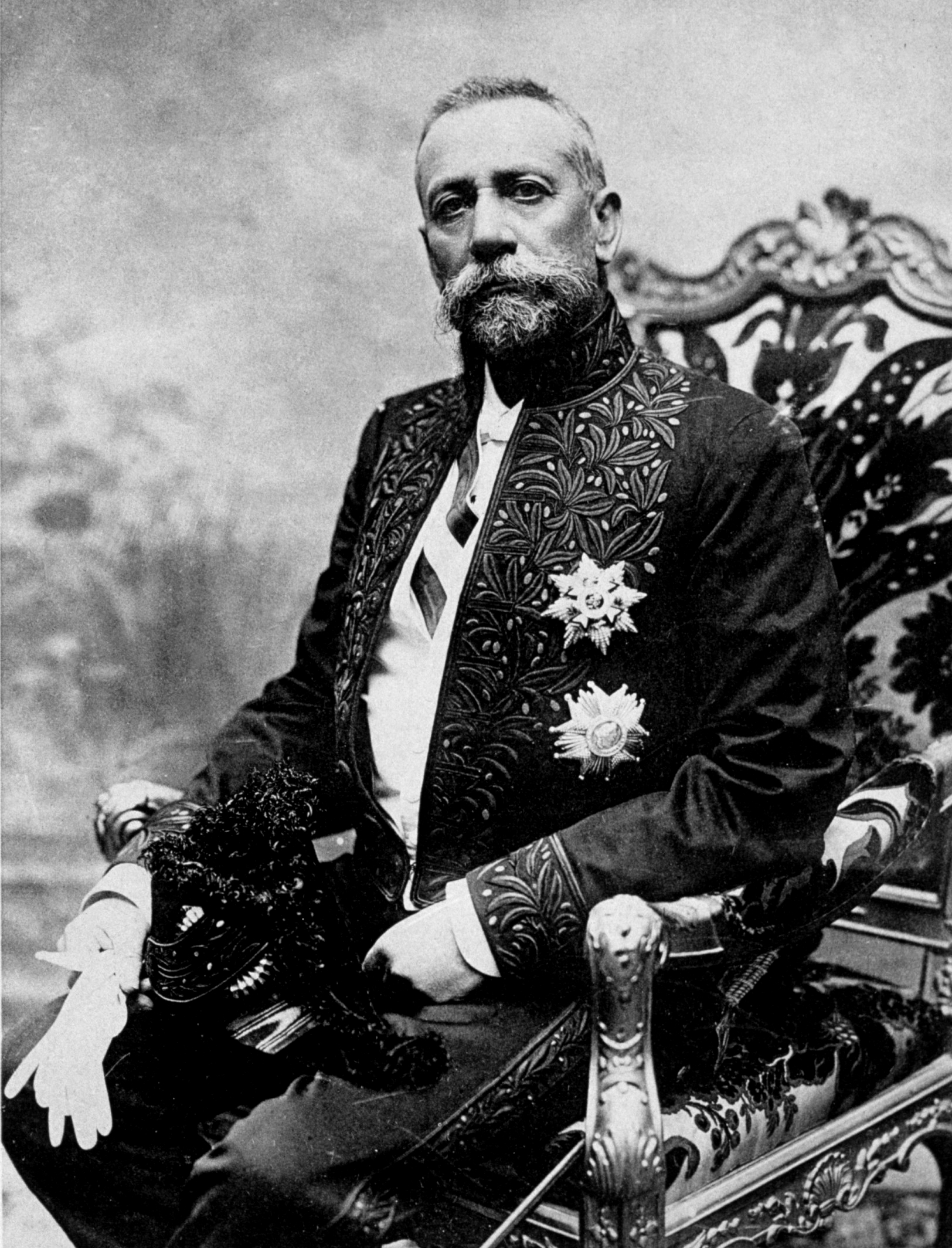
Prince Albert Ier de Monaco (1875-1934)

« Son Altesse Sérénissime » (abréviation : S.A.S. ; au pluriel « Leurs Altesses Sérénissimes » : LL.AA.SS.) est une qualification honorifique placée devant les prénoms ou les titres de certains membres de familles royales ou princières, souveraines ou anciennement souveraines.
Les titres d'appel correspondants sont Monseigneur pour les hommes et Madame pour les femmes.
Son abréviation à la troisième personne du singulier (S.A.S.) a été popularisée avec la série des romans d'espionnage S.A.S. de Gérard de Villiers, dont le héros était un prince autrichien, Malko Linge.

## Origine

### En Allemagne
L'équivalent allemand est Durchlaucht.
En Allemagne, l'inflation des principautés et États minuscules a multiplié les complications protocolaires ; de nombreux petits souverains ont donc imaginé ce traitement, ne pouvant prétendre à la qualification d'altesse royale[réf. nécessaire]. Ce titre, quoique non officiel en langue allemande (sauf au Liechtenstein, cf. infra) depuis 1918, est parfois encore utilisé pour les descendants des dynasties souveraines d'Ancien Régime.

### En Belgique
Le roi a autorisé les familles et titulaires suivants à user de cette qualification(par ordre alphabétique) :
- les ducs et princes d'Arenberg
- les ducs de Beaufort-Spontin
- les ducs et princes de Looz-Corswarem
- les ducs et princes de Croÿ
- les princes de Habsbourg-Lorraine résidant en Belgique
- les princes de Ligne
- les princes de Lobkowicz résidant en Belgique
- les princes de Stolberg-Stolberg (en)
- le prince de Waterloo

Le titre correspondant dans les autres langues nationales est Doorluchtige Hoogheid (nl), Durchlauchtige Hoheit (de).

### Culture persane
L'équivalent général persan de Son Altesse Sérénissime serait le titre héréditaire "Hazrat Ishaan" (حضرت ايشان) qui est un titre exclusivement accordé à Sayyid Khwaja Khawand Mahmud et transmis aux aînés de sa famille. La famille du Sayyid Khawand Mahmud est connue pour s'être mariée avec diverses familles royales, comme celles de l'Empire moghol et de la dynastie Barakzai. Dans une hérédité atteignant le prophète Mahomet par leur patriarche Sayyid Khwaja Khawand Mahmud, ils agissent comme Imams/Mir de Naqshbandi Sunni Islam et chefs suprêmes de l'ordre soufi Naqshbandi aujourd'hui. Le savant soufi Naqshbandi Yaseen Qasvari note donc, que l'essence de ce titre particulier est à la lumière d'une bénédiction religieuse dérivée de Prophet Muhammad.

### À Monaco et au Liechtenstein
Le prince souverain ainsi que les membres dynastes de la famille princière portent la qualification d'altesse sérénissime.

### À Saint-Marin
Les titres de Serenissimo et Serenissima sont encore utilisés en référence aux capitaines-régents de la république de Saint-Marin.[réf. nécessaire]

### En Thaïlande
En Thaïlande, le titre de Mom Chao (Thai : หม่อมเจ้า), qui se traduit par Son Altesse Sérénissime le prince / la princesse N, est attribué aux petits-enfants du roi, fils et filles d'un prince dynaste. Dans la Thaïlande d'aujourd'hui, les Mom Chao sont très peu nombreux depuis l'abandon de la polygamie, d'autant qu'en Thaïlande les titres royaux décroissent d'un niveau à chaque génération : ainsi l'enfant d'un Mom Chao ne sera plus que Mom Rajawongse (Son Excellence), les enfants de ce dernier seront titrés Mom Luang (honorable), etc.

### Aux Tonga
Au royaume des Tonga, la noblesse porte des titres d'inspiration britannique, et la monarchie s'inspire également de modèles occidentaux. La qualification d'altesse sérénissime (Serene Highness) demeure d'usage pour certains membres de la famille royale.